# 中野 (市原市)
中野（なかの）は、千葉県市原市の市津地区にある大字。郵便番号は290-0153。

## 概要
市原市北部の市津地区にある。全体的に山がちな地形となっている。北東部には集落も見られるが、水田や森林等の土地利用が多い。

## 地理
北は押沼、北から東は瀬又、南は東国吉、南から西は永吉と接している。

## 世帯数と人口
2022年4月1日現在の世帯数と人口は以下の通りである。
| 町丁字 | 世帯数 | 人口 |
| ------ | ------ | ---- |
| 中野   | 36世帯 | 86人 |

## 通学区域
市立小学校・市立中学校及び県立高等学校の通学区域は以下の通りである
| 町丁字 | 番地 | 小学校                 | 中学校             | 高等学校 |
| ------ | ---- | ---------------------- | ------------------ | -------- |
| 中野   | 全域 | 市原市立市東第一小学校 | 市原市立市東中学校 | 第9学区  |

## 交通

### 鉄道
- なし

### バス
- 小湊鉄道

### 道路
- 千葉県道128号日吉誉田停車場線